# Burdż at-Tahrir
Burdż at-Tahrir, także Liberation Tower (arab. ‏برج التحرير‎) – drugi co do wysokości budynek w Kuwejcie, mierzący 372 m. Wieżowiec został oddany do użytku w 1996 roku.